# Defeater
Defeater est un groupe de punk hardcore américain, originaire de Boston, dans le Massachusetts. Leur dernier album studio, Defeater, est publié en 2019.
Depuis 2008, Defeater s'est produit de nombreuses fois sur scène aux côtés de grands noms de la scène punk hardcore dont Comeback Kid, Have Heart, Carpathian ou Miles Aways,,,.

## Biographie
Le groupe est composé de Derek Archambault au chant, Joe Longobardi à la batterie, Mike Poulin à la basse, Jay Maas et Jake Woodruff aux guitares.
En novembre 2008, le groupe signe au label Bridge 9 Records. Cette même année sort leur premier album studio. Produit par Topshelf Records, il est réédité par Bridge 9 Records pour une distribution à plus grande échelle. Il est suivi d'un EP, Lost Ground, en 2009.
En 2011, Defeater sort son deuxième album, Empty Days and Sleepless Nights toujours via Bridge 9 Records. Après un EP acoustique en 2012 enregistré dans les studio anglais de la BBC Radio 1, le groupe sort Letters Home en été 2013. En 2013, ils jouent en soutien à August Burns Red.

## Thèmes
L'une des originalités de Defeater se trouve dans l'écriture de ses album-concepts et de ses paroles notamment du fait des liens des différents protagonistes que l'on retrouve dans les trois disques. La narration se situe dans une Amérique (États-Unis) du milieu du XXe siècle, tiraillée entre la prospérité au lendemain de la guerre (Seconde Guerre mondiale) et la misère.
À travers des histoires fictives, le groupe traite un large éventail de difficultés sociales, dont celles liées au retour du front, les difficultés et la violence au sein d'une même famille, les addictions (alcool, drogues), l'exclusion et il est à noter une place importante de la religion tout au long des récits.

## Militantisme écologiste
Par ailleurs il est reconnu pour son engagement en faveur de la cause environnementale, Travels ayant été édité avec des matériaux 100 % recyclés et le van utilisé pour les tournées a été modifié afin de fonctionner avec de l'huile végétale. Cette dernière idée fut tellement appréciée par la scène punk que l'ancien batteur Andy Reitz est désormais le cofondateur de Greenvans, une société spécialisée dans la location de camionnettes fonctionnant au biocarburant.

## Membres

### Membres actuels
- Derek Archambault – chant, guitare, piano, paroles (depuis 2008)
- Mike Poulin – basse (depuis 2008)
- Jake Woodruff – guitare (depuis 2010)
- Joe Longobardi – batterie (depuis 2011)

### Anciens membres
- Max Barror – basse (2008)
- Gus Pesce – guitare (2008–2010), basse (2011)
- Andy Reitz – batterie (2008–2011)
- Jason Maas – guitare, chant (2008–2015)

## Discographie

### Albums studio
- 2008 : Travels
- 2011 : Empty Days and Sleepless Nights
- 2013 : Letters Home
- 2015 : Abandoned
- 2019 : Defeater

### EP
- 2009 : Lost Ground
- 2012 : Live on BBC Radio 1
- 2014 : Live at TIHC

### Singles
- 2011 : Dear Father
- 2016 : Still and True[13]
- 2016 : Where Eagles Dare

## Vidéographie
- 2011 : Empty Glass
- 2013 : Bastards
- 2015 : Spared In Hell
- 2015 : Unanswered
- 2019 : Mothers' Sons